# Little Wing
«Little Wing» es una canción escrita por Jimi Hendrix grabada en el álbum de 1967 Axis: bold as love. Se ubica en el puesto 357 en la lista de la revista Rolling Stone de las 500 mejores canciones de todos los tiempos, y ha sido versionada por numerosos artistas, en particular, Stevie Ray Vaughan, Eric Clapton, Derek and the Dominos, Sting, Gil Evans, John Mayer, Toto, Andy Timmons, Skid Row, Pappo, The Corrs, Charly García, Mr. Marshall entre muchos otros.
Hendrix toca "Little Wing" al estilo de un solista de guitarra, tocando melodía y armonía a la vez. El ejecutar ambas es una posibilidad de este instrumento y se realiza prácticamente en todos los estilos de música en la que habitualmente se emplea la guitarra (Clásico, Famenco, Tango, Jazz, Bossa Nova, Blues, etc.) aunque en el rock generalmente dos guitarristas se turnan para encargarse de la melodía y la armonía. Además Hendrix, sobregraba posteriores guitarras en la sección del solo de guitarra. Al ser un trío (Guitarra, bajo y batería) en las presentaciones en vivo, durante el solo de guitarra, el bajo continúa desarrollando la armonía o base. El inusual efecto flanger de la guitarra principal es resultado del efecto Doppler creado mediante el altavoz giratorio Leslie.
La versión de estudio presenta un Glockenspiel en la interpretación de la nota a raíz de los acordes.
La versión de estudio de Hendrix se puede encontrar en numerosos álbumes de compilación, incluida en el álbum The ultimate experience de 1993. Asimismo, realizó la canción en concierto, y algunas de esas grabaciones están disponibles en CD, incluido en el The Jimi Hendrix experience.